# Näsblod
Näsblod eller näsblödning, är blödningar i näsan, vanligtvis bara märkbart då blodet rinner ut genom näsborrarna. Näsblod brukar delas upp i främre (den vanligaste sorten) och bakre (ovanligare, men allvarligare).

## Orsak
Det finns flera olika orsaker till näsblödningar, däribland trauma (genom slag på näsan), fraktur (bruten näsa), tryck (tryckförändringar på grund av altitud), antikoagulerande medicin, torr luft, överdriven näspetning, förkylning, allergi, högt blodtryck hos äldre, och blödningsrubbningar. Det finns också en del ovanliga sjukdomar, till exempel Oslers sjukdom, som kan göra att man blöder näsblod. Både frekvensen och graden på näsblödningen kan öka på grund av antikoagulerande medel. Det finns fall där cancerpatienter har fått näsblödningar av cellgifter.
De flesta näsblödningar utgår från ett nätverk av blodkärl i nässkiljeväggen som kallas Kiesselbachs plexus.

## Behandling
Blodflödet minskar vanligtvis när blodet levrar sig, vilket kan åstadkommas snabbare med hjälp av direkt tryck på såret. Det hjälper att lägga trycket på de mjukare delarna i toppen av näsan (över näsvingarna). Framåtböjning av huvudet förhindrar att blodet rinner bakåt och ned i magsäcken och motverkar därigenom illamående och kräkning.
Medicinsk behandling av näsblod utgörs ofta av s.k. tamponad eller etsning med silvernitrat, ibland används diatermi. Vaselin på bomullstussar kan användas för att förhindra blodet att droppa. Det finns även blodstillande vadd som stoppar näsblödningen snabbare på apotek. Den är gjord av kalciumalginat. Det är väldigt ovanligt att dö på grund av näsblödning, men skada på en artär bakom näsan kan innebära stor blodförlust och svårigheter vid behandling.

## Fiktiva näsblödningar
I anime och manga syns ofta sexuellt upphetsade karaktärer av manskön få grova näsblödningar. Detta sker inte i verkligheten, utan baseras på japanska myter som berättar att man får näsblod om man blir för sexuellt upphetsad. Hunnen Attila sägs ha dött av en näsblödning efter sitt bröllop.